# Высокиничи

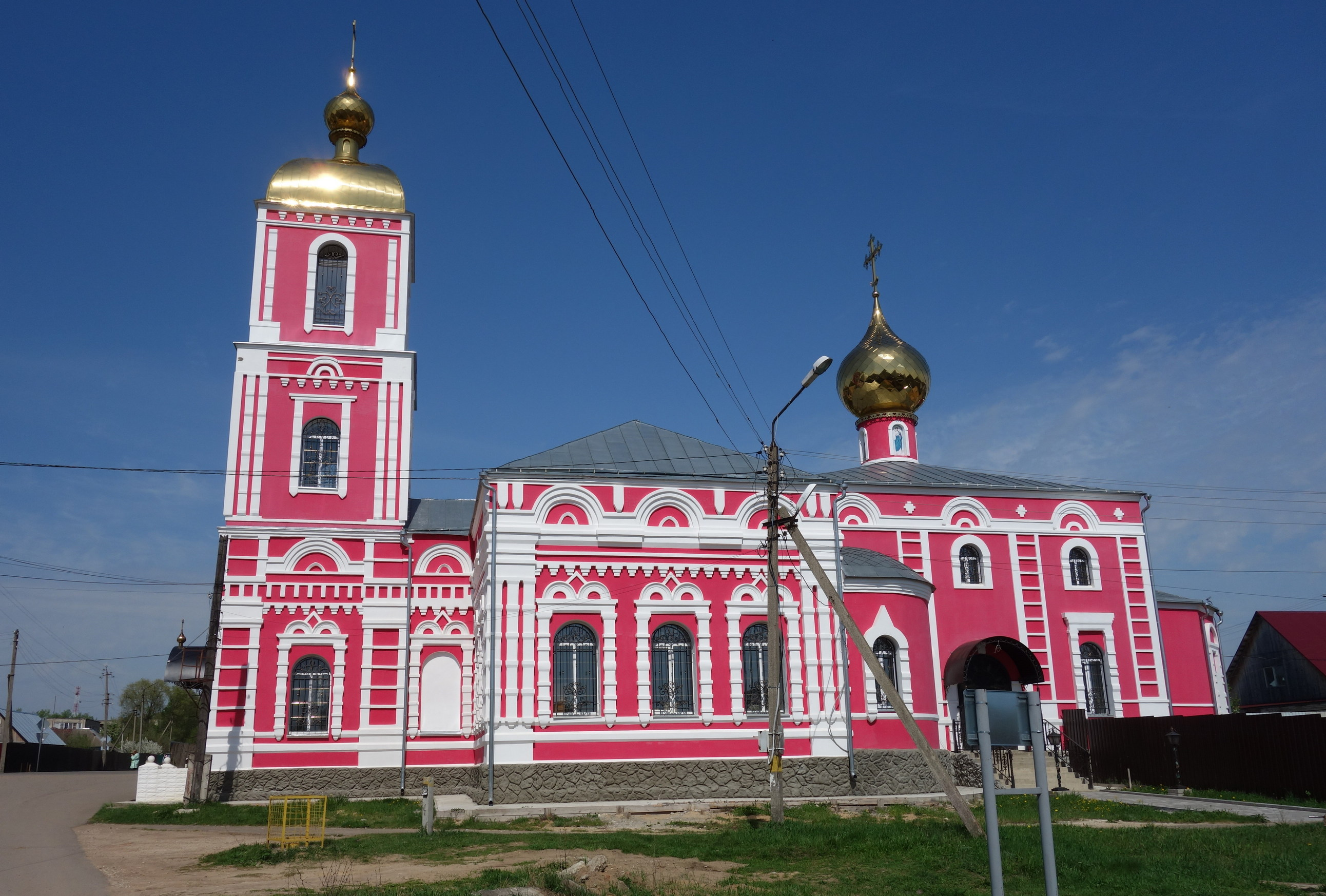

Высоки́ничи — село в Жуковском районе Калужской области.
Административный центр Высокиничского сельского поселения.

## География
Село расположено между городами Обнинск и Серпухов на левом берегу реки Протва, в 20 км от её впадения в реку Ока. Недалеко от села Высокиничи расположено село Оболенское.
Расстояние до райцентра, города Жукова — 18 км.
Район: Юг (относительноМосквы), от МКАД: 120 км

## История
В прошлом — сельцо Высокиничской волости Тарусского уезда, находилось на дороге из Боровска в Серпухов.
В 1914 году населения — 815 человек, в том числе 395 мужчин и 420 женщин, земская школа.
Расстояние от губернского города — 58 вёрст, от уездного — 25 вёрст.
Издавна принадлежало князьям Щербатовым. В 1723 году в селе Ю. Ф. Щербатова было 17 дворов. В 1713 году князь Щербатов был управляющим новых кирпичных заводов.
9 сентября 1713 он писал в Сенат: «Указом царского Величества поведено из губерний на новые кирпичные заводы присылать помещиковых и вотчинниковых крестьян кирпичников, которые бы умели делать кирпич, кафели и черепицу, из тех губерний высылают вместо кирпичников работников, а называют их кирпичниками, а кирпичу они делать не умеют, и тех работников кирпичному делу учат на заводах, а живут они на той работе до 6 месяцев и выучатся кирпичному делу и обжигать, и их в урочные число надлежит отпускать по домам, а иные и бегут с той работы».
Щербатов просил высылать на заводы постоянных людей из числа рекрутов, что и было выполнено. Сенат постановил прислать ему 100 рекрутов. В октябре 1713 прислали 50.
С 1929 по 1959 год село являлось центром Высокиничского района Калужской области (до 1944 года — Московской области).
Просматривается первоначальная планировка древнего села, вытянутого вдоль дороги. Барская усадьба, парк и сад не сохранились.

### Великая Отечественная война
До 3 декабря 1941 года 137-я пехотная дивизия вермахта осуществляла оборону северо-восточнее села Высокиничи. В период с 3 по 5 декабря 1941 года 137-я пехотная дивизия была заменена 17-й пехотной дивизией вермахта.
Один лыжный батальон получил задачу атаковать спящего противника в деревне Макарово, другой — в селе Высокиничи. Я с группой своих управленцев — три разведчика и два радиста с рацией — на лыжах мчусь с батальоном к Макарово. У меня в этом районе подавлена артбатарея врага, цель пристреляна, и от неё я могу переносить огонь на обнаруженные огневые точки. Когда мы достигли Макарово, зашевелились немцы, но поздно: пришлось им сдаваться в плен в одном нательном белье.
Однако в Высокиничах немцы оказали сопротивление. Там командиры 7-й и 9-й батарей нашего полка ведут интенсивный огонь. Утром противник, используя крупные силы пехоты и танков, при поддержке миномётных и артиллерийских батарей отстоял Высокиничи.
Наш батальон отошёл к деревне Нижнее Вязовня. Мы заметили, что рота вражеской пехоты с пятью танками наступает на Макарово по дороге, ведущей из Высокиничей. Моя батарея нанесла огневой удар, израсходовав 16 снарядов. Один танк сгорел, два подбили, а ещё два укатили обратно в Высокиничи. Наша пехота при поддержке шести тяжёлых танков овладела селом. К этому времени войска левого крыла 49-й армии продвинулась на линию Недельное-Прутки, что в 40-45 км западнее Тарусы.
На некоторых участках фронта противник начал отступать. Наш полк меняет боевой порядок, дорога тяжёлая с огромными снежными сугробами. Наконец, мы переправились через реку Протву и заняли огневые позиции в 3 км восточнее села Недельное. — Как защищали Москву. Воспоминания полковника М. Ф. Коротеева Архивная копия от 14 февраля 2009 на Wayback Machine
13 октября 1941 года (недоступная ссылка — история).
В годы Великой Отечественной войны Высокиничи стали районом партизанского движения сопротивления.

## Население
| 1939 | 2002  | 2010  |
| ---- | ----- | ----- |
| 960  | ↗1931 | ↘1792 |

## Проезд
- От Москвы на электричке до Серпухова, затем на рейсовом автобусе «Серпухов-Обнинск».
- От Москвы на электричке до Обнинска, затем на рейсовом автобусе «Обнинск-Серпухов» или на маршрутном такси «Обнинск-Кремёнки»(или «Обнинск-Чаусово»).

## Достопримечательности
Выявленные объекты культурного наследия
- Главный дом усадьбы нач. 19 в. — с. Высокиничи. (Решение малого совета Калужского областного Совета народных депутатов от 22.05.1992 г. № 76)

Мемориал в честь павших в ВОВ

- Памятник землякам, участникам Великой Отечественной войны — с. Высокиничи. (Решение малого совета Калужского областного Совета народных депутатов от 22.05.1992 г. № 76)

Объекты, обладающие признаками объектов культурного наследия (по материалам инвентаризации, проведённой в соответствии с приказом МК РФСФСР от 08.07.1991 г. № 224)
- Ансамбль церкви Николая Чудотворца (к. 19 — нач. 20 вв.) — с. Высокиничи, ул. Советская
- Церковь Николая Чудотворца с пределами Ильи Пророка и Александра Невского, трапезная и колокольня, православная приходская, зимняя 1892 г. — с. Высокиничи, ул. Советская
- Дом священника (нач. 20 в.) — с. Высокиничи, ул. Советская, 61
- Дом Козинковых (нач. 20 в.) — с. Высокиничи, ул. Советская, 63
- Купеческий дом с магазином (нач. 20 в.) — с. Высокиничи, ул. Советская,76

Перечень объектов культурного наследия (памятников истории и культуры), расположенных на территории Жуковского района (недоступная ссылка — история).

### Церковь Александра Невского
Церковь Александра Невского была построена в 1871 году в русском стиле из кирпича. Это был бесстолпный двухсветный одноглавый храм с небольшой трапезной и колокольней с тремя престолами.
После закрытия в 1930-е годы церковь была разорена и превращена в клуб, затем после пожара здание было заброшено. Колокольня и четверик церкви были разобраны на кирпич, трапезная уцелела. В таком виде церковь стоит уже многие десятилетия.
2 августа 2009 на месте церкви Александра Невского прошёл первый молебен. Появилась надежда, что храм будет возрождён из пепла.
Вчера в нашем селе Высокиничи Жуковского района Калужской области произошло знаменательное событие: освещение храма Александра Невского и колоколов, подаренных нам мастером из Ярославской области. Впервые за сто лет был крестный ход. Село у нас большое, а храм, построенный в 1871 году был давно закрыт, и вот теперь он возродился вновь!
Церковь иконы Божией Матери «Всех скорбящих Радость» (недоступная ссылка — история).
сайт храма

## В годы гонений на церковь
Боброва Анастасия Петровна род. в 1876 в п. Ивановское Калужской губ. Пострижена в мантию. 1931 — арест. в п. Высокиничи. 28 июня 1931 пригов. по ст.ст. 58-10 и 11 УК РСФСР к 5 годам ссылки в Казахстан.
Гурова Анна Ивановна род. в 1866 в Туле. Пострижена в мантию. 1931 — арест. в п. Высокиничи Моск.обл. по делу"филиала" ИПЦ. 28 июня 1931 пригов. по ст.ст. 58-10 и 11 УК РСФСР к 5 годам ссылки в Казахстан.
Гурова Елизавета Ивановна род. в 1866 в Туле. Пострижена в мантию. 1931 — арест. в п. Высокиничи по делу"филиала" ИПЦ. 28 июня 1931 пригов. по ст.ст. 58-10 и 11 УК РСФСР к 5 годам ссылки и Казахстан.
Гурова Пелагея Ивановна род. в 1866 в Туле. Пострижена в мантию. 1931 — арест. в п. Высокиничи по делу"филиала" ИПЦ. 28 июня 1931 пригов. по ст.ст. 58-10 и 11 УК РСФСР к 5 годам ссылки в Казахстан.

## Известные уроженцы и жители
- Денисов, Сергей Иванович (1898—1943) — советский военный деятель, генерал-майор танковых войск (1942).
- Синицын, Иван Семёнович (1917—1998) — известный писатель и журналист, участник ВОВ, орденоносец. Проживал здесь с 1976 по 1980 гг.
- Химушин, Николай Фёдорович (1922—1943) — Герой Советского Союза, лётчик.
- Химушин, Фёдор Фёдорович (1903—1986) — советский учёный-металлург, д.т.н., профессор.

## Интересные факты
В 1950-x годах в местной школе преподавал Булат Окуджава.